# Thalictrum texanum
Thalictrum texanum är en ranunkelväxtart som först beskrevs av Asa Gray, och fick sitt nu gällande namn av John Kunkel Small. Thalictrum texanum ingår i släktet rutor, och familjen ranunkelväxter. Inga underarter finns listade i Catalogue of Life.